# Quintetto di ottoni
In musica il quintetto di ottoni è un quintetto formato da ottoni.

## Formazione
La classica formazione del quintetto d'ottoni è composta da due cornette, un corno francese, un trombone e una tuba. Non è raro però che i suonatori siano polistrumentisti e che dunque la strumentazione vari leggermente. A volte i cornettisti adottano trombe, trombini o flicorni; al trombone si può sostituire l'eufonio; la tuba può essere rimpiazzata da un trombone basso.
In certe occasioni possono essere richieste delle percussioni, come rullanti o piatti.

## Repertorio
Il repertorio originale per quintetto di ottoni è relativamente recente, le prime composizioni note risalgono infatti alla metà dell'Ottocento, non essendo per altro niente più che timidi esperimenti. È solo nell'ultima quarantina d'anni che la formazione e la composizione per quintetto di ottoni si sviluppa, soprattutto grazie a gruppi di portata internazionale quali il Canadian Brass Quintet, il Philip Jones Brass Quintet, l'American Brass Quintet, il Gomalan Brass Quintet. 
Alcuni brani di repertorio:
- Victor Ewald (27 novembre 1860 - 16 aprile 1935): Quintetti n° 1, 2 e 3
- Malcolm Arnold (Northampton, 21 ottobre 1921 - Norwich, 23 settembre 2006): Quintetto di ottoni
- Luciano Berio (Imperia, 24 ottobre 1925 - Roma, 27 maggio 2003): Call

| Controllo di autorità | GND (DE) 4145794-8 |